# 小花蔓澤蘭
小花蔓澤蘭（學名：Mikania micrantha），香港及中國大陸稱之為薇甘菊或小花假泽兰。为菊科蔓泽兰属下的一个种。原產於南美洲，全球約有430種為菊科蔓澤蘭屬之中唯一的多年生攀爬植物。由於小花蔓澤蘭生長速度奇快，奪取其它植物光合作用所需的能量，導致其他植物難以生存，故有「綠色殺手」、「植物殺手」或「綠癌」之稱，亦被世界自然保護聯盟列入「世界百大外來入侵種」
。

## 簡介
小花蔓澤蘭為生長迅速之多年生攀緣藤本植物。在肥沃度、有機物、土壤溼度與空氣溼度都高的地方，生長得最好。它藉由攔截光線，損害或者殺死其他植物使它們窒息，生長數十年的樹木，只要被覆蓋幾個月就可能枯死。小花蔓澤蘭是中美洲與南美洲的原生植物，第二次世界大戰時被引入印度，用來偽裝飛機場，是太平洋的區域最廣泛分佈的藤蔓。

## 特徵
小花蔓澤蘭莖多分枝而細長。葉對生，葉為心形或者三角形，葉尾漸尖，基底成闊心型。樹葉約是4至13公分長，闊度約為2至9公分，邊緣為淺波狀圓鋸齒。葉尖漸尖而葉基為楔形。花長3至5公分，傘狀花序頂生或腋生。花為白色至白綠色，四或五朶管狀小花聚生成簇為一細小的頭狀花序，花柄成四數排列，每一頭狀花序有由4至5板綠色苞片組成的外環將中央的4朶花圍繞。種子黑色五稜形，1,000粒僅約重1公克，大約2毫米長。每種子頂端有幫助散佈的白色冠毛，借由風或黏附在動物皮毛上傳播，每平方公尺可產約17萬粒種子。

## 散播
附著在動物身上，或利用風力傳播

## 危害
由於小花蔓澤蘭具有向光性，喜歡生長於光照充足的地方，一旦攀上樹木就會纏繞全株植物，阻礙寄主植物的光合作用，令寄主因缺少養分而枯死，嚴重破壞多元化的原生生態系統。
小花蔓澤蘭繁殖力強，既可無性繁殖，也可有性繁殖來長出種子。其蔓莖的每個節除了可長出新芽外，而節及節之間都能長出不定根。它一天可生增長達24公分長度，單是一株薇甘菊就可在數個月之內覆蓋約25平方公尺面積植物，有「一分鐘一英里（Mile-a-minute weed）」之稱，故此難以徹底剷除。
小花蔓澤蘭族群一旦建立，即以驚人的速率散佈，攀附纏繞任何直立支撐物，如作物、灌叢、喬木、圍牆、綠籬。據報導，其莖一天可生長達27毫米。
此外，小花蔓澤蘭亦與其他植物競爭水份及養份，以及釋放出化學物質來抑制其他植物生長。小花蔓澤蘭在印度、印尼茶園，斯里蘭卡、馬來西亞橡膠園是三大雜草之一。其入侵薩摩亞亦造成了可可椰子裁植廢棄。使麵包樹致死，造成油棕、香蕉、森林作物和牧場造成嚴重損害。

## 清除方法
2002年香港漁農自然護理署嘗試使用農藥森草淨，發現此藥能有效使小花蔓澤蘭枯萎；然而直接噴灑此藥可同時殺害其宿主，因此未能廣泛使用。目前為止，還未找到效率高的方法清除小花蔓澤蘭，只能依靠人手清除。小花蔓澤蘭即使遭割除，其莖節仍會長出新根，因此清理後必須妥善棄置，否則反而會助長其繁殖蔓延。
由2007年開始，香港中文大學生物系與漁農自然護理署合作研究，項目名為「無間道行動」。於2008年8月在大埔丫洲的實地考察，發現寄生植物田野菟絲子會使用吸盤插入小花蔓澤蘭的莖幹以吸收水份及養份，能有效降低小花蔓澤蘭的開花繁殖能力，但未能完全殺滅。同時亦研究使用寄生植物金燈藤，以比較兩者對清除小花蔓澤蘭的效用。

## 近似名字
小花蔓澤蘭的英文名稱Mile-a-minute Weed（中譯為一分鐘可生長一英里的野草）與另一種攀緣植物扛板歸的英文名稱相同，但兩者的學名並不相同。